# St Dunstan-in-the-West
St Dunstan-in-the West ist eine 1830–33 im gotischen Stil wiedererrichtete anglikanische Kirche, die sich in der Londoner Fleet Street befindet. Zur Unterscheidung von der Ende des 17. Jahrhunderts von Christopher Wren wiedererbauten Kirche St Dunstan-in-the-East wird die nach Dunstan von Canterbury benannte Kirche mit dem Zusatz „in the West“ bezeichnet. St Dunstan-in-the-West steht seit 1950 unter Denkmalschutz (Grade I Listed Building).

## Geschichte
Der heutige Bau steht unmittelbar nördlich der ursprünglichen mittelalterlichen Kirche an diesem Standort. Vermutlich wurde die erste Kirche im 10. oder 11. Jahrhundert errichtet, erstmals erwähnt wird das Gebäude um 1170. Obwohl die Kirche im großen Londoner Brand von 1666 knapp gerettet werden konnte, wurde das ursprüngliche Gebäude im 19. Jahrhundert neu errichtet.
St Dunstan ist die letzte der mittelalterlichen Kirchen der Londoner City, die in der Neuzeit wiedererrichtet wurde. Um einer Straße mehr Raum zu geben, wurde der Standort geringfügig verschoben.
Der 1944 von deutschen Bombern beschädigte Turm wurde 1950 durch eine großzügige Spende des Zeitungsgründers William Berry, Viscount Camrose, wieder aufgebaut. Seit 1952 widmet sich St Dunstan als „Guild Church“ (Zunft- bzw. Gildenkirche) den Menschen, die in der Fleet Street arbeiten.
St Dunstan-in-the-West ist heute die einzige Kirche in England, die ihr Gebäude gemeinsam mit einer rumänisch-orthodoxen Gemeinde nutzt. In der Kapelle auf der linken Seite des Hochaltars befindet sich eine aus dem Bukarester Anthimkloster stammende Ikonostase.

## Architektur

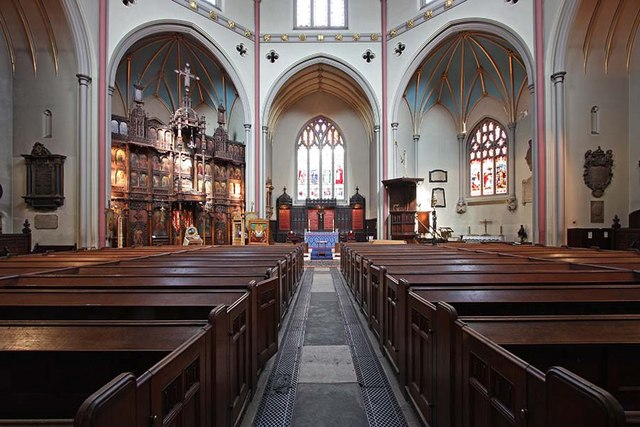
Innenraum

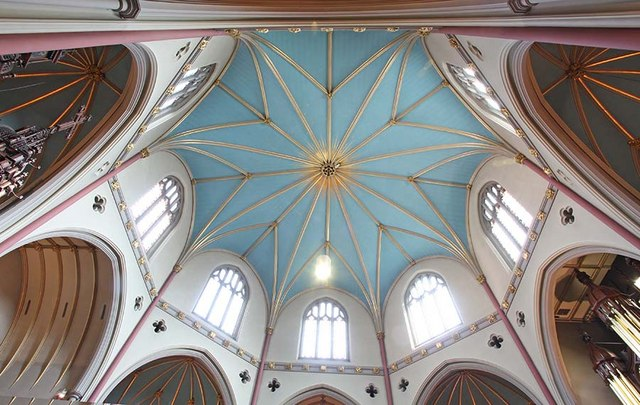
Gewölbe

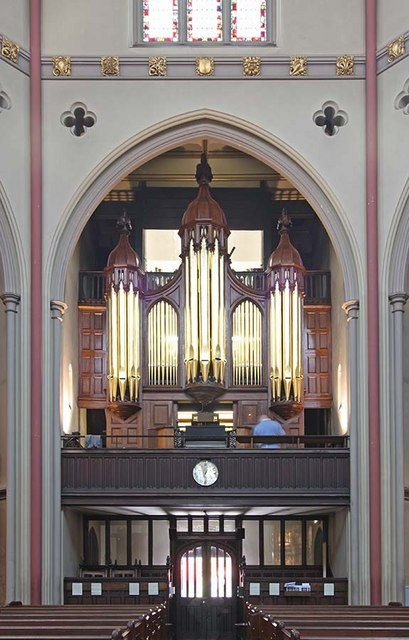
Blick auf die Orgel

Der achteckige Grundriss mit Ausrichtung auf das Zentrum, den Architekt John Shaw aufgrund des knappen Raumes benutzt, ist im 19. Jahrhundert eher ungebräuchlich und verweist, wie auch der prominente Turm und die verkleideten Backsteinmauern auf die Architektur Christopher Wrens. Den Turm aus Kalkstein aus Ketton, in dessen Sockelgeschoss sich auch der Haupteingang der Kirche befindet, krönt eine feingliedrige Laterne im Perpendicular Style – eine Kopie der Turmlaterne der mittelalterlichen Kirche All Saints, Pavement in York. Rechts des Turms ist eine große, 1671 gefertigte Uhr angebracht, die unterhalb einer Ädikula hinausragt, in der zwei auf Glocken einschlagende Männer dargestellt sind. Weiter rechts, nicht mehr unmittelbar am Kirchengebäude, steht in einer Wandnische eine Statue Elisabeth I. Sowohl die Ädikula als auch die Statue entstammen dem 1760 abgebrochenen nahen Stadttor (Ludgate). Neben dem Haupteingang im Turm ist die Kirche auch von Westen aus der Clifford’s Inn Passage zugänglich.
Der achteckige Innenraum mündet diagonal in vier Gewölbenischen mit Kreuzrippengewölben, der Altarraum im Norden, sowie der Westeingang und der Zugang zur Sakristei im Osten sind dagegen mit spitzbogenförmigen Tonnen überwölbt. Über dem zentralen Hauptraum der Kirche wölbt sich oberhalb des Obergaden mit acht identischen Fenstern ein Sternrippengewölbe.

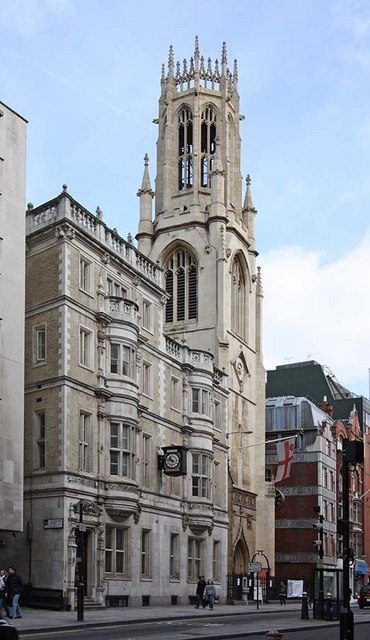
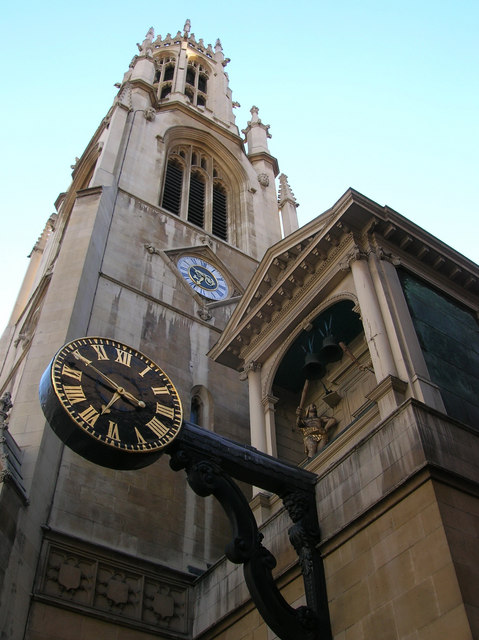
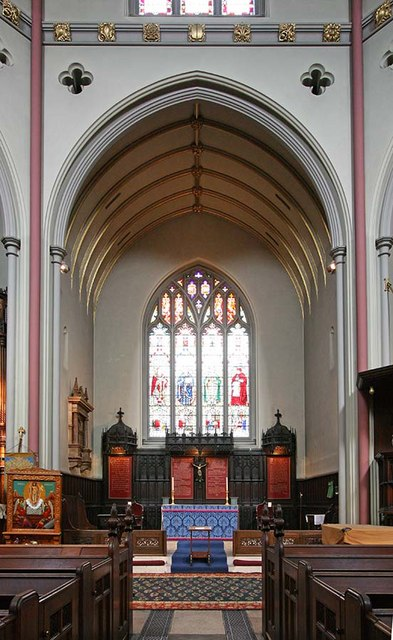

## Orgel
Die Orgel wurde 1905 von dem Orgelbauer Halliday erbaut, und 2009 von der Orgelbaufirma David Wells (Liverpool) neu errichtet. Das Instrument hat 36 Register auf drei Manualen und Pedal. Die Trakturen sind elektrisch.
| I Choir C–a3      |        |
| Stopped Diapason  | 8′     |
| Pianissimo        | 8′     |
| Nason Flute       | 4′     |
| Narzard           | 2 ⁄3′  |
| Harmonic Piccolo  | 2′     |
| Tierce            | 1 3⁄5′ |
| Corno di Bassetto | 8′     |
| Tremelo           |        |
| Tuba              | 8′     |

| II Great C–a3    |       |
| Lieblich Bourdon | 16′   |
| Open Diapason I  | 8′    |
| Open Diapason II | 8′    |
| Stopped Flute    | 8′    |
| Principal        | 4′    |
| Flûte Harmonique | 4′    |
| Twelfth          | 2 ⁄3′ |
| Fifteenth        | 2′    |
| Sesquialtera III |       |
| Posaune          | 8′    |

| III Swell C–a3   |     |
| Open Diapason    | 8′  |
| Stopped Diapason | 8′  |
| Salicional       | 8′  |
| Voix Celeste     | 8′  |
| Principal        | 4′  |
| Fifteenth        | 2′  |
| Mixture III      |     |
| Contra Oboe      | 16′ |
| Trumpet          | 8′  |
| Clarion          | 4′  |
| Tremolo          |     |

| Pedal C–f1       |     |
| Subbass          | 32′ |
| Open Bass        | 16′ |
| Bourdon          | 16′ |
| Lieblich Bourdon | 16′ |
| Octave           | 8′  |
| Flute            | 8′  |
| Octave flute     | 4′  |
| Trombone         | 16′ |